# Muzeum Morskie w Stambule
Muzeum Morskie w Stambule (tur. Deniz Müzesi) w Turcji znajduje się w budynku Urzędu Finansowego w dzielnicy Beşiktaş. Jest pierwszym muzeum o charakterze wojskowym założonym w Turcji.

## Historia
Muzeum zostało założone w 1897 roku w dzielnicy Hasköy w Stambule z rozkazu komandora Bozcaadalı Hasan Hüsnü Paszy. Na początku muzeum było składnicą  nieskatalogowanych obiektów. W 1914 Minister Marynarki Cemal Pasza mianował dyrektorem muzeum porucznika Ali Sama Boyara. Boyar zreorganizowł muzeum, jego administrację i zbiory muzealne, założył pracownię modelarską budującą modele statków dla potrzeb muzeum. Na początku II wojny światowej zbiory zostały przeniesione do Anatolii. W 1946 roku powróciły do Stambułu, tymczasowo do Meczetu Dolmabahçe, a w 1948 roku do nowego budynku. W 1961 roku muzeum zostało ponownie przeniesione do jego obecnej lokalizacji w dzielnicy Beşiktaş, w pobliże grobowca Barbarossy Hayrettina Paszy.

## Zbiory muzealne
Zbiory znajdują się w dwóch budynkach. Na parterze pierwszego znajduje się pokój poświęcony Kemalowi Atatürkowi. Przechowuje się tu pamiątki po nim i pamiątki pochodzące z jego jachtów, w tym jachtu Savarona. Na drugim piętrze znajdują się między innymi obrazy rosyjskiego malarza Ajwazowskiego, tureckiego malarza Givaniana, Van de Velde, Melkona. Znajduje się tu również flaga Barbarossy na której umieszczono różne symbole religijne, mająca reprezentować jego tolerancję religijną na morzu. Na pierwszym piętrze znajdują się memorabilia z krążownika Yavuz, który był świadkiem końca Imperium Osmańskiego i początku Republiki. Wystawiono tu ponadto kolekcję mundurów, instrumentów nawigacyjnych, manuskrypty, mapy (w tym kopię mapy Piri Reisa, galiony, broń).
W drugim budynku umieszczono między innymi łodzie używane przez sułtanów, galeon sułtana Mehmeda IV, kotwice i działa pochodzące ze statków.

## Grobowiec Barbarossy
Barbarossa zmarł w 1546 i zgodnie ze swoją wolą, został pochowany w pobliżu medresy w dzielnicy Beşiktaş. Mauzoleum zostało stworzone przez Sinana w klasycznym stylu osmańskim. Budowla jest zbudowana na ośmiobocznym planie, przykryta kopułą. 
Dla zwiedzających grobowiec jest otwierany dwa razy do roku: 4 kwietnia i 1 lipca. 

## Archiwum
Przy muzeum znajduje się również archiwum, przechowujące akta archiwum istniejącego w latach 1867–1928, zdjęcia i mapy.